# Burmomyrma
Burmomyrma este un gen disparut de aculeate himenopteran, sugerat a fi o furnică. Genul conține o singură specie descrisă, Burmomyrma rossi. Burmomyrma este cunoscută dintr-o singură fosilă din Cretacicul mijlociu care a fost găsită în Asia.

## Istorie și clasificare
Burmomirma este cunoscută dintr-o fosilă adultă solitară, holotipul, exemplarul cu numărul BMNH 19125. În timp ce specimenul tip a fost colectat la începutul anilor 1900 și depus în Muzeul de Istorie Naturală din Londra, descrierea specimenului nu a apărut decât aproape 80 de ani mai târziu. Specimenul de holotip este compus dintr-o femelă adultă în cea mai mare parte completă, care a fost păstrată ca includere în bucăți transparente de chihlimbar birmanez, de un galben intens și relativ limpede. Exemplarul de chihlimbar a fost recuperat din depozitele din Statul Kachin din Myanmar. Chihlimbarul birman a fost datat radiometric folosind izotopi U-Pb, dând o vârstă de aproximativ 99 de milioane de ani, aproape de Aptian – hotar cenomanian.
Fosila a fost studiată pentru prima dată de paleoentomologul rus Gennady M. Dlussky de la Universitatea de Stat din Moscova. Descrierea tipului lui Dlussky din 1996. a noului gen și specie a fost publicată în Paleontological Journal. Numele genului Burmomyrma este o combinație de Birmania, unde a fost găsită fosila, și grecescul myrmica care înseamnă „furnică". Epitetul specific rossi este un patronimic care îl onorează pe paleoentomologul britanic Andrew J. Ross. Structurile taliei și ale aripilor îl fac pe Dlussky să plaseze provizoriu Burmomyrma în subfamilia Aneuretinae. Datorită naturii incomplete a fosilei, genul nu a fost repartizat niciunuia dintre triburile aneuretine, fiind lăsat incertae sedis. Această plasare a fost urmată de alți autori, inclusiv în revizuirea familiei din 2003 de către entomologul Barry Bolton  Într-o revizuire din 2015 a formicidelor, Brendon Boudinot a remarcat că caracteristicile enumerate de Dlussky pentru includerea „Burmomyrma” în Aneuretinae sunt pleiziomorfe, fiind găsite în mai multe subfamilii de furnici și că plasarea genului în mai multe alte subfamilii sunt posibile. Cu toate acestea, Boudinot nu a făcut nicio mișcare taxonomică în revizuire, lăsând standul de plasare Aneuretinae la acel moment. În 2018, o revizuire a sugerat că genul nu era o furnică, ci era o viespe imitatoare a furnicilor din familia Falsiformicidae cu alte două genuri cunoscute din chihlimbarul Taimyr. Cu toate acestea, alte studii au contestat această afirmație, constatând că din nou, în schimb, era o furnică, dar rămășițele extrem de fragmentare au făcut ca poziția sa precisă să fie incertă.

## Descriere
Exemplarul solitar Burmomirma este incomplet și prezintă o conservare slabă, în general, cu antenele, capul și o parte a toracelui lipsă de pe marginea chihlimbarului În general, se estimează că întregul corp feminin ar fi avut în jur de 3,0 millimetrui (0,12 in), cu un torace de aproximativ 1,0 millimetru (0,039 in). Gasterul este nestrâns, prezentând articulație între primul și al doilea segment, iar primele segmente prezintă o serie de fire de păr scurte și erecte. Înțepătura are o curbură ușoară în sus și este în general scurtă. Talia este compusă dintr-un singur segment, compus dintr-un pețiol nodoform care prezintă o zonă frontală cilindrică și o zonă posterioară îngustată. Nervatura aripii anterioare prezinta lipsa celulelor inchise formate din vene. Pețiolul și aripile anterioare sunt caractere distinctive.